# Юмагузино (Куюргазинский район)
Юмагу́зино (баш. Йомағужа) — деревня в Куюргазинском районе Республики Башкортостан Российской Федерации. Входит в состав Илькинеевского сельсовета.

## География

### Географическое положение
Расстояние до:
- районного центра (Ермолаево): 26 км,
- центра сельсовета (Илькинеево): 7 км,
- ближайшей ж/д станции (Карагайка): 10 км.

## Население
| 2002 | 2009 | 2010 |
| ---- | ---- | ---- |
| 135  | ↗145 | ↗155 |

Национальный состав
Согласно переписи 2002 года, преобладающая национальность — башкиры (92 %).

## Религия
В деревне есть мечеть.